# District de Qixing
Pour les articles homonymes, voir Qixing (homonymie).
Le district de Qixing (七星区 ; pinyin : Qīxīng Qū) est une subdivision administrative de la région autonome du Guangxi en Chine. Il est placé sous la juridiction de la ville-préfecture de Guilin.

## Démographie
La population du district était de 175 061 habitants en 2010.